# México en los Juegos Olímpicos de Barcelona 1992
México estuvo representado en los Juegos Olímpicos de Barcelona 1992 por un total de 102 deportistas, 76 hombres y 26 mujeres, que compitieron en 18 deportes.
El portador de la bandera en la ceremonia de apertura fue el saltador Jesús Mena Campos.

## Medallistas
El equipo olímpico mexicano obtuvo las siguientes medallas:
| Nombre            | Deporte   | Competición    |
| ----------------- | --------- | -------------- |
| Oro               |           |                |
| —                 |           |                |
| Plata             |           |                |
| Carlos Mercenario | Atletismo | 50 km marcha M |
| Bronce            |           |                |
| —                 |           |                |

## Resultados por deporte

### Boxeo
México participó en semipesado por primera vez desde México 68.
El país se fue sin medallas por primera vez desde Moscú 1980.
| Atleta                 | Evento             | Ronda de 64        | Ronda de 32        | Ronda de 16        | Cuartos de final   | Semifinales        | Final              | Final     |
| Atleta                 | Evento             | Oponente Resultado | Oponente Resultado | Oponente Resultado | Oponente Resultado | Oponente Resultado | Oponente Resultado | Posición  |
| ---------------------- | ------------------ | ------------------ | ------------------ | ------------------ | ------------------ | ------------------ | ------------------ | --------- |
| Narciso González       | Peso mosca         |                    | Mwangata (TAN) P   | No avanzó          | No avanzó          | No avanzó          | No avanzó          | No avanzó |
| Javier Calderón Alfaro | Peso gallo         |                    | Ngaruiya (KEN) G   | Molina (ARG) P     | No avanzó          | No avanzó          | No avanzó          | No avanzó |
| Édgar Ruiz             | Peso wélter ligero |                    | Doroftei (ROM) P   | No avanzó          | No avanzó          | No avanzó          | No avanzó          | No avanzó |
| Manuel Verde           | Peso semipesado    |                    | Aouissi (FRA) P    | No avanzó          | No avanzó          | No avanzó          | No avanzó          | No avanzó |

### Clavados
Jorge Mondragón compitió en sus cuartos Juegos Olímpicos, Jesús Mena y María José Alcalá en sus segundos.
| Atleta                  | Evento                       | Preliminar | Preliminar | Final     | Final     |
| Atleta                  | Evento                       | Puntos     | Posición   | Puntos    | Posición  |
| ----------------------- | ---------------------------- | ---------- | ---------- | --------- | --------- |
| Jorge Mondragón Vázquez | Trampolín 3 metros varonil   | 384.45     | 5          | 604.14    | 6         |
| Fernando Platas         | Trampolín 3 metros varonil   | 355.47     | 17         | no avanzó | no avanzó |
| Jesús Mena              | Plataforma 10 metros varonil | 370.47     | 15         | No avanzó | No avanzó |
| Alberto Acosta Palma    | Plataforma 10 metros varonil | 398.55     | 5          | 482.28    | 11        |
| María Elena Romero      | Trampolín 3 metros femenil   | 269.34     | 16         | No avanzó | No avanzó |
| Ana Ayala               | Trampolín 3 metros femenil   | 249.03     | 25         | No avanzó | No avanzó |
| María José Alcalá       | Plataforma 10 metros femenil | 309.39     | 4          | 394.35    | 6         |
| Macarena Alexanderson   | Plataforma 10 metros femenil | 286.59     | 13         | No avanzó | No avanzó |

### Remo
Joaquín Gómez, Luis Miguel García y Eduardo Arrillaga participaron en sus segundos Juegos Olímpicos.
| Atleta                               | Evento                   | Cuartos de final | Cuartos de final | Repesca   | Repesca  | Semifinal             | Semifinal | Final             | Final    |
| Atleta                               | Evento                   | Resultado        | Posición         | Resultado | Posición | Resultado             | Posición  | Resultado         | Posición |
| ------------------------------------ | ------------------------ | ---------------- | ---------------- | --------- | -------- | --------------------- | --------- | ----------------- | -------- |
| Joaquín Gómez Gurza                  | Scull individual varonil | 7:08.77          | 4                | 7:02.84   | 2        | 7:26.84               | 6         | 6:57.13 (Final B) | 7        |
| Eduardo Arrillaga Luis Miguel García | Scull doble varonil      | 6:55.93          | 6                | 6:48.46   | 3        | 6:45.65 (Semifinal C) | 2         | 6:36.00 (Final C) | 15       |
| Martha García Lourdes Montoya        | Scull doble femenil      | 7:47.64          | 5                | 7:29.27   | 3        | 7:42.37               | 6         | 7:19.10 (Final B) | 12       |